# Lubsza (województwo opolskie)
Lubsza (niem. Leubusch) – wieś w Polsce położona w województwie opolskim, w powiecie brzeskim, w gminie Lubsza.
W latach 1973–1975 miejscowość była siedzibą gminy Pisarzowice. W latach 1975–1998 miejscowość administracyjnie należała do ówczesnego województwa opolskiego.
Miejscowość jest siedzibą gminy Lubsza.

## Historia
Miejscowość wymieniona została w łacińskim dokumencie z 1264 roku wydanym przez kancelarię księcia Henryka III Białego, gdzie miasto zanotowano - „Lubych”, a w roku 1284 Lubis. Miejscowość została wymieniona w zlatynizowanej, staropolskiej formie Lubsch w dwóch łacińskich dokumentach: pierwszym wydanym 18 sierpnia 1284 roku we Wrocławiu i drugim z 5 marca 1360 roku w Brzegu. Notowana była również w jęz. niemieckim: w roku 1736 zanotowano nazwę Leubisch, a w 1936 Leubusch.

## Zabytki
Do wojewódzkiego rejestru zabytków wpisane są:
- kościół ewangelicki, obecnie rzym.-kat. par. pw. Najśw. Panny Marii, z 1822 roku, koniec XIX w.
- plebania ewangelicka, obecnie szkoła, z połowy XIX w.
- dom gminny, z połowy XIX w.
- czworak (nr 6), z połowy XIX w.
- park.

Inne zabytki:
- wozownia.

## Wspólnoty wyznaniowe
- Kościół rzymskokatolicki:
  - parafia Nawiedzenia Najświętszej Maryi Panny
- Świadkowie Jehowy:
  - zbór Lubsza[9]